# Mühlstein (Osterhorngruppe)
Der Mühlstein ist ein 1059 m ü. A. hoher Berg am westlichen Rand der Osterhorngruppe im Land Salzburg rund  8 km südöstlich der Stadt Salzburg. Mit zwei bewirtschafteten Almhütten ist der Berg beliebtes Ausflugsziel.

## Geografie und Erschließung
Der etwas größere nördliche Bereich des Mühlstein gehört zur Gemeinde Elsbethen (Ortschaft Gfalls) im Bezirk Salzburg-Umgebung, die Gemeinde Puch bei Hallein im Bezirk Hallein hat den etwas kleineren südlichen Anteil. Der Gipfel befindet sich auf Elsbethener Gebiet, die markante Mühlsteinwand, eine nach Osten abfallende Felswand südöstlich davon, in Puch, wo sich am Fuß auch die Einzelsiedlung Mühlstein befindet. Entlang der nord-süd verlaufenden Abbruchkante führt die Grenze der Pucher Katastralgemeinden Thumberg und Hinterwiestal. Ortsansässige erklären sich den Namen des Bergs mit der Tatsache, dass diese Wand die Form eines Mühlsteins habe.
Erschlossen ist der Berg durch Fahrstraßen und etliche Wanderwege. Mit der Schwarzenbergalm (930 m), der Erentrudisalm (911 m) und der Fageralm (893 m) existieren drei Almen auf dem Berg. Letztere beiden sind mit ihren Gastwirtschaften beliebte Ziele für Wanderer, Mountainbiker und Ausflügler per Auto. 
Bei der Fageralm entspringt der Lettenbach, ein ziemlich genau 2 km langer, nach Norden fließender Nebenbach des Klausbachs, der in der Glasenbachklamm in diesen mündet. Westlich parallel zum Lettenbach fließt ab der Ortslage Gfalls der nur knapp halb so lange Gfallsbach ebenfalls in den Klausbach.
Östlich des Mühlstein befindet sich jenseits der Talung des Klausbachs der etwas höhere Schwarzenberg, nordwestlich mit dem Hengstberg ein niedrigerer Vorberg des Mühlstein.